# جيفري إيجلينتون
جيفري إيجلينتون (بالإنجليزية: Geoffrey Eglinton)‏ كيميائي بريطاني.شملت إنجازاته الأولية ابتكار طريقة جديدة لإنشاء روابط كربون-كربون، من خلال ربط مركَّبين ببعضهما البعض، يحتوي كلٌّ منهما على رابطة كربونية ثلاثية، وهي عملية تُعرف باسم تفاعل إيجلينتون.